# Susanne Holst

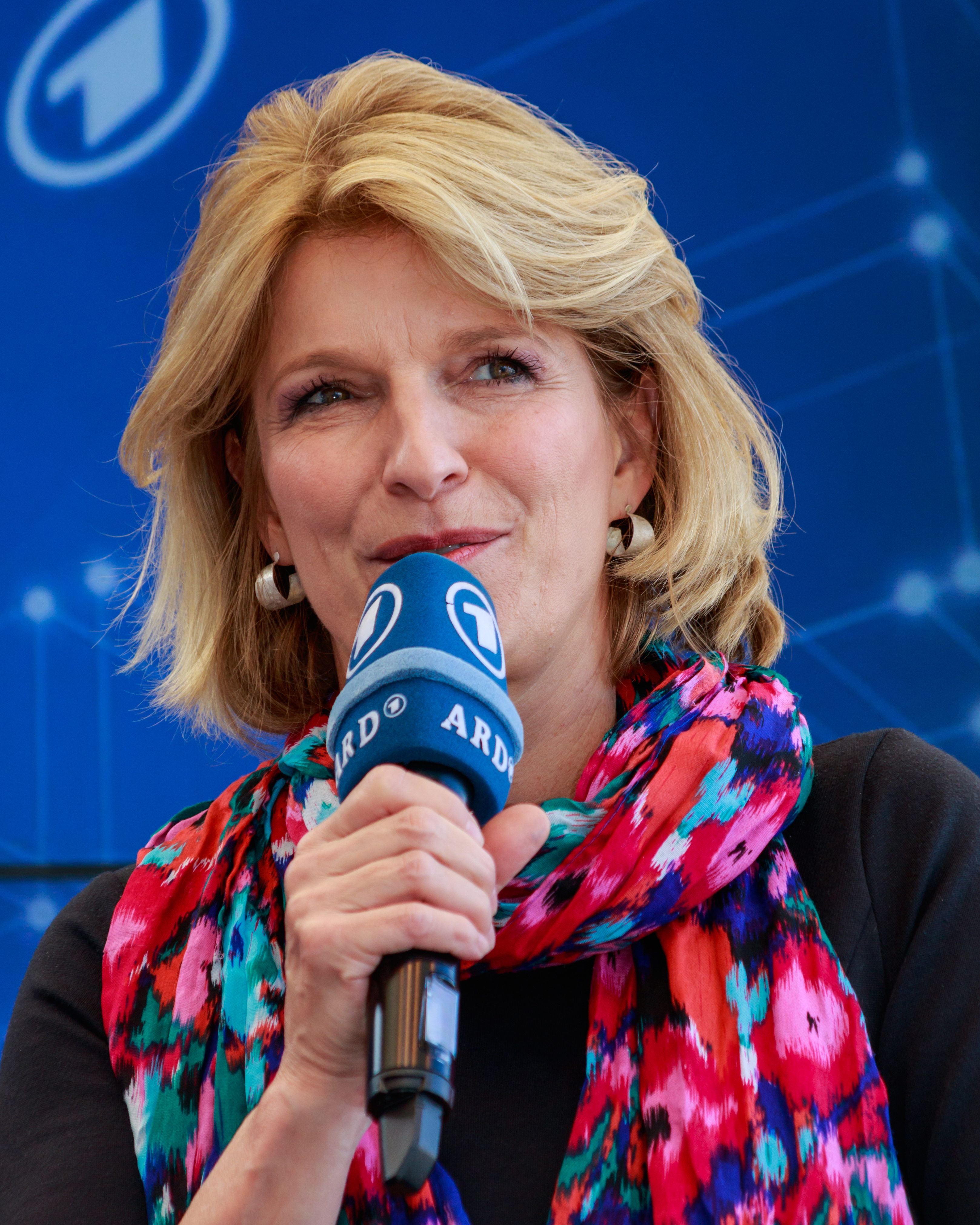
Susanne Holst, 2015

Susanne Holst (* 19. September 1961 in Hamburg) ist eine deutsche Ärztin, Medizinjournalistin, Buchautorin und Fernsehmoderatorin.

## Leben
Nach ihrem Abitur am Hamburger Carl-von-Ossietzky-Gymnasium studierte Susanne Holst Humanmedizin an der Universität Hamburg. Sie erlangte 1988 ihre Approbation und wurde 1996 promoviert. Ihre erste Tätigkeit als Ärztin erfolgte in einer Praxis für Allgemeinmedizin in Hamburg. Durch ihren damaligen Freund kam sie noch während des Studiums zu Sat.1, wo sie als CvD-Assistentin in der Nachrichtenredaktion anfing, bis zur Moderatorin der Sendung Guten Morgen mit Sat.1 aufstieg und 1991 die Goldene Kamera der Zeitschrift Hörzu erhielt.
Es folgten weitere Engagements. Bei Sat.1 das Gesundheitsmagazin Bleib gesund und beim ZDF die Sendung Menschen. 1995 konzipierte die Hamburgerin das Wellness-Magazin Gut drauf und präsentierte es täglich im Programm von Sat.1. Neben der Medizinsendung alpha-med beim Bayerischen Rundfunk und einer Gesundheitsrubrik bei tm3 präsentierte sie von 1996 bis 2004 beim Norddeutschen Rundfunk (NDR) die wöchentliche Beitragsreihe DAS! tut gut (380 Folgen).
Ab 1999 moderierte Holst zudem – im Wechsel mit Kollegen – die Medizinsendung Visite und das tägliche Nachmittagsmagazin N3 ab 4. Seit dem 7. Mai 2001 moderiert sie in der ARD die Nachmittagsausgaben der Tagesschau, zunächst im Wechsel mit Claus-Erich Boetzkes, seit Januar 2022 im Turnus mit Susanne Stichler und Michail Paweletz. Von 2004 bis 2012 vertrat sie Caren Miosga und Tom Buhrow regelmäßig – auch über lange Strecken – bei den Tagesthemen, unter anderem während der Schwangerschaft von Caren Miosga im Jahr 2010. Von 2004 bis 2005 moderierte sie außerdem die wöchentliche Gesundheitssendung Visite persönlich beim NDR. Zwischen 2011 und 2013 präsentierte Holst den monatlichen ARD-Ratgeber Gesundheit und war – neben Ulrike Folkerts und Dieter Moor – das Gesicht der ARD-Themenwoche 2011 mit dem Thema „Der mobile Mensch“. Seit Mai 2014 moderiert die Medizinjournalistin die wöchentliche Minidoku Wissen vor acht – Mensch in der ARD.
Sie ist Autorin zahlreicher Bücher zu den Themen Diabetes, Schmerztherapie, Schlaf und Rheuma. Holst ist seit 1992 mit Halko Weiss, einem Psychotherapeuten und Spezialisten für Hakomi, verheiratet. Das Paar, das seit mehreren Jahren getrennt lebt, hat Zwillinge, einen Jungen und ein Mädchen.
Ehrenamtlich engagiert sich Holst als Botschafterin der Stiftung Kindergesundheit.

## Veröffentlichungen
- Klug essen – gesund bleiben (Rowohlt, 2008)
- Hoppla – Zwillinge: So kommen Sie gut durch Schwangerschaft und erste Lebensjahre (Trias, 2007)
- Was man über Diabetes wissen muss: Diagnose, Therapie, Prophylaxe (Südwest, 2006)
- Rheuma erfolgreich behandeln: Die besten Wege zur Vorbeugung und Linderung von rheumatischen Schmerzen (Südwest, 2006)
- 55 natürliche Hilfen für die Seele: Die besten Mittel bei Niedergeschlagenheit und Antriebslosigkeit (Trias, 2005)
- Kursbuch Rheuma: Neue Wege der Schmerzlinderung und Heilung (Südwest, 2004)
- Der große TRIAS-Ratgeber Gesunder Schlaf (Trias, 2004)
- Erfolgreiche Schmerztherapie: Endlich wieder schmerzfrei leben (Südwest, 2004)